# Gustaf Piehl
Gustaf Piehl, född 23 mars 1922, död 15 december 2006, var en svensk företagsledare.
Piehl var son till civilingenjören Carl-Gustaf Piehl (1882–1965) och Anna Piehl, född Ameln (1883–1937) samt sonson till bryggaren Carl Gustaf Piehl som ägde C G Piehls Bryggeri. Gustaf Piehl var styrelseledamot i bland annat Uplandsbanken-Nordbanken, Hexagon och Fjärde AP-fonden.
Gustaf Piehl var också ledamot av ledningen för Svenska Frimurare Orden och var 1997–2001 dess förste icke-kungliga stormästare sedan 1774. Han var också primus praeses (hedersledamot) i det lärda samfundet Societas Ad Sciendum. Han blev konsul för republiken Costa Rica 1978.
Piehl begravdes i Engelbrektskyrkan i Stockholm den 16 januari 2007.